# Vương quốc Nam Tư
Vương quốc Nam Tư (tiếng Serbia-Croatia và Slovene: Kraljevina Jugoslavija, chữ Kirin: Краљевина Југославија) là một quốc gia ở Đông Nam và Trung Âu tồn tại từ năm 1918 đến năm 1941. Từ năm 1918 đến năm 1929, nó được chính thức gọi là Vương quốc của người Serb, Croat, và Slovene, nhưng thuật ngữ "Nam Tư" (Vùng đất của Người Slav Nam) là tên thông tục do nguồn gốc của nó. Tên chính thức của nhà nước được vua Alexander I đổi thành "Vương quốc Nam Tư" vào ngày 3 tháng 10 năm 1929.
Vương quốc sơ bộ được thành lập vào năm 1918 bởi sự hợp nhất của Nhà nước tạm thời của người Slovenes, người Croatia và người Serb (bản thân nó được hình thành từ các lãnh thổ của Áo-Hung trước đây, bao gồm Bosnia và Herzegovina ngày nay và hầu hết Croatia và Slovenia ngày nay) và Banat, Bačka và Baranja (từng là một phần của Vương quốc Hungary thuộc Đế chế Áo-Hung) với Vương quốc Serbia độc lập trước đây. Cùng năm đó, Vương quốc Montenegro cũng tuyên bố thống nhất với Serbia, trong khi các vùng Kosovo và Vardar Macedonia đã trở thành một phần của Serbia trước khi thống nhất.
Nhà nước được cai trị bởi triều đại Karađorđević của Serbia, trước đây cai trị Vương quốc Serbia dưới thời Peter I từ năm 1903 (sau Cuộc đảo chính tháng Năm) trở đi. Peter I trở thành vị vua đầu tiên của Nam Tư cho đến khi ông qua đời vào năm 1921. Ông được kế vị bởi con trai mình là Alexander I, người từng là nhiếp chính vương cho cha mình. Ông được biết đến với biệt danh "Alexander Người thống nhất" và ông đổi tên vương quốc là "Nam Tư" vào năm 1929. Ông bị ám sát ở Marseille bởi Vlado Chernozemski, một thành viên của Tổ chức Cách mạng Nội bộ Macedonia (IMRO), trong chuyến thăm Pháp năm 1934. Vương miện được truyền lại cho cậu con trai 11 tuổi của ông là Vương thái tử Peter. Em họ của Alexander là Vương tử Paul đã cai trị với tư cách là Thân vương nhiếp chính cho cháu mình đến năm 1941, khi Peter II trưởng thành. Gia đình hoàng gia bay đến London cùng năm, trước khi đất nước bị các thế lực của phe Trục xâm lược.
Vào tháng 4 năm 1941, đất nước bị các cường quốc phe Trục chiếm đóng và chia cắt. Một chính phủ hoàng gia lưu vong, được Vương quốc Anh và sau đó được tất cả các nước Đồng minh công nhận, đã được thành lập ở London. Năm 1944, sau áp lực của Thủ tướng Anh Winston Churchill, Nhà vua công nhận chính phủ Liên bang Dân chủ Nam Tư là chính phủ hợp pháp. Điều này được thành lập vào ngày 2 tháng 11 sau khi Ivan Šubašić (thay mặt Vương quốc) và Josip Broz Tito (thay mặt cho Đảng phái Nam Tư) ký kết Hiệp ước Vis).

## Lịch sử
Nhà nước này được thành lập năm 1918 bằng việc kết hợp quốc gia lâm thời Nhà nước Slovene, Croat và Serb, từ lãnh thổ của Đế quốc Áo-Hung cũ, với Vương quốc Serbia độc lập. Vương quốc Montenegro sáp nhập với Serbia chỉ năm ngày sau đó, trong khi các khu vực Kosovo, Vojvodina và Macedonia đã là một phần của Serbia trước khi sáp nhập. Trong 11 năm đầu tồn tại, quốc gia này có tên chính thức là Vương quốc Serb, Croat và Slovene, nhưng cái tên Nam Tư là tên thường được gọi từ khi thành lập. Ngày 17 tháng 4 năm 1941, Nam Tư bị Đức quốc xã chiếm đóng và được tái cấu trúc thành bốn tỉnh nằm dưới sự cai quản của ngoại quốc; một chính phủ lưu vong hoàng gia, được Vương quốc Liên hiệp Anh và Bắc Ireland công nhận và sau là tất cả các cường quốc thuộc khối Đồng Minh, đã được thành lập ở Luân Đôn. Năm 1943, một đất nước mới mang tên Liên bang Dân chủ Nam Tư tuyên bố thành lập, và thủ đô của nó được giải phóng sau Cuộc phản công Beograd. Vua của nước này bị chính thức phế truất bởi hội đồng Hiến pháp vào ngày 29 tháng 11 năm 1945.